# Desmosoma
Il desmosoma è una giunzione di natura proteica tra cellule adiacenti che salda i rispettivi citoscheletri, in particolare i filamenti intermedi, donando al tessuto resistenza alla trazione e ad altri traumi fisici.
È più frequente fra cellule epiteliali (macula adhaerentes), in particolare nella cute, dove ha la funzione di impedire la separazione delle cellule in seguito a stiramento o pressioni superficiali.
Il desmosoma si lega ai filamenti intermedi tramite una placca citoplasmatica composta da tre proteine: desmoplachina, plectina e placoglobina, che legano anche le proteine integrali di membrana desmocollina e desmogleina, le quali hanno il compito di legarsi a proteine analoghe su un desmosoma della cellula adiacente. Lo spazio tra le membrane delle due cellule collegate dal desmosoma, solitamente di 20-25 nanometri (nm), prende il nome di nucleo, o core del desmosoma.

## Componente proteica del desmosoma
I costituenti del desmosoma si possono classificare in base alla loro localizzazione. Pertanto si distingue una componente proteica citoplasmatica, una transmembrana e una extracellulare.
I desmosomi si legano ai filamenti intermedi (tonofilamenti) attraverso strutture proteiche citoplasmatiche quali: desmoplachine, che si legano direttamente ai filamenti intermedi; placoglobine, che si legano direttamente a delle placofiline, entrambe strettamente collegate alla desmoplachina. Queste tre proteine costituiscono la placca di adesione.
Il legame extracellulare con la cellula adiacente avviene ad opera di proteine appartenenti alla famiglia delle caderine, quali desmogleina e desmocollina. Queste sporgono dalla membrana plasmatica verso la matrice extracellulare entrando in mutuo contatto con le strutture omologhe adiacenti. Le proteine della famiglia delle caderine sono calcio-dipendenti, perciò, a seguito di una carenza di calcio nello spazio intercellulare (ovvero tra due cellule epiteliali, nella parte basolaterale), il desmosoma viene distrutto e l'alta stabilità meccanica annullata. I filamenti intermedi legati dalle desmoplachine possono variare in base al sito in cui ci si trova: nelle cellule epiteliali i filamenti intermedi legati alle desmoplachine sono principalmente le tono fibrille di cheratina, se ci si sposta in un cardiomiocita allora si vedrà come il filamento intermedio sia costituito da desmina, mentre nel caso del sistema linfatico e dei fibroblasti sarà la vimentina il componente principale del filamento intermedio.

## Clinica
Il pemfigo è una malattia autoimmune che colpisce i desmosomi: vengono creati autoanticorpi (IgG) che attaccano le desmogleine, distruggendo così il desmosoma intero e danneggiando notevolmente la stabilità della cute. Si manifesta con numerose bolle su tutto il corpo, le quali sono particolarmente fragili e possono venire rotte facilmente.